# James Pierpont (matemático)
James P. Pierpont (16 de junio de 1866 - 9 de diciembre de 1938) fue un matemático estadounidense. Especialista en teoría de números, los primos de Pierpont llevan su nombre. Estuvo vinculado a la Universidad de Yale como docente durante la mayor parte de su carrera, lo que amplió su campo de trabajo a otras áreas de las matemáticas.

## Semblanza
Pierpoint nació en Connecticut. Su padre, Cornelius Pierpont, era un rico hombre de negocios residente en la ciudad de New Haven (Connecticut). Realizó estudios de pregrado en el Instituto Politécnico de Worcester, inicialmente en ingeniería mecánica, pero se dedicó a las matemáticas, y viajó a Europa tras graduarse en 1886. Estudió en Berlín y luego en Viena. Preparó su doctorado en la Universidad de Viena bajo la dirección de Leopold Gegenbauer y de Gustav Ritter von Escherich. Su tesis, defendida en 1894, se titula "Zur Geschichte der Gleichung fünften Grades bis zum Jahre 1858" (Sobre la historia de la ecuación de quinto grado hasta el año 1858). Después de su defensa, regresó a New Haven y fue nombrado profesor en la Universidad de Yale, donde pasó la mayor parte de su carrera. En 1898, se convirtió en profesor.
Inicialmente, su investigación se centró en la teoría de Galois de ecuaciones. Los números primos de Pierpont llevan su nombre, tras introducirlos en 1895 en relación con un problema de construcción de polígonos regulares con el uso de secciones cónicas.
Después de 1900, trabajó en análisis real y complejo.
En sus libros de texto de análisis real, introdujo una definición de integral análoga a la integral de Lebesgue. Su definición fue posteriormente criticada por Maurice Fréchet. Finalmente, en la década de 1920, su interés se centró en geometría no euclidiana.

## Artículos de J. P. Pierpont
- Pierpont, James (1895). «On an undemonstrated theorem of the Disquisitiones Arithmeticæ».  Bulletin of the American Mathematical Society 2 (3): 77-83. MR 1557414. doi:10.1090/S0002-9904-1895-00317-1.
- Pierpont, James (1898). «Early history of Galois' theory of equations». Bull. Amer. Math. Soc. 4 (7): 332-340. MR 1557611. doi:10.1090/s0002-9904-1898-00510-4.
- Pierpont, James (1900). «Mathematical instruction in France». Bull. Amer. Math. Soc. 6 (6): 225-249. MR 1557701. doi:10.1090/s0002-9904-1900-00695-1.
- Pierpont, James (1904). «The history of mathematics in the nineteenth century». Bull. Amer. Math. Soc. 11 (3): 136-159. MR 1558180. doi:10.1090/s0002-9904-1904-01198-2.
- «Some modern views of space (the Gibbs lecture for 1925)». Bull. Amer. Math. Soc. 32 (3): 225-258. 1926. MR 1561200. doi:10.1090/s0002-9904-1926-04201-4.
- Pierpont, James (1928). «Mathematical rigor, past and present». Bull. Amer. Math. Soc. 34 (1): 23-52. MR 1561502. doi:10.1090/s0002-9904-1928-04507-x.
- Pierpont, James (1930). «Non-euclidean geometry, a retrospect». Bull. Amer. Math. Soc. 36 (2): 66-76. MR 1561892. doi:10.1090/S0002-9904-1930-04885-5.

## Libros de J. P. Pierpont
- "Lectures On The Theory Of Functions Of Real Variables Vol. I" (Conferencias sobre la teoría de funciones de variables reales vol. I) (Ginn y compañía, 1905)
- "Lectures On The Theory Of Functions Of Real Variables Vol. II" (Conferencias sobre la teoría de funciones de variables reales vol. II) (Ginn y compañía, 1912)
- "Functions of a complex variable" (Funciones de una variable compleja) (Ginn and co., 1914)